# 마빈 햄리시

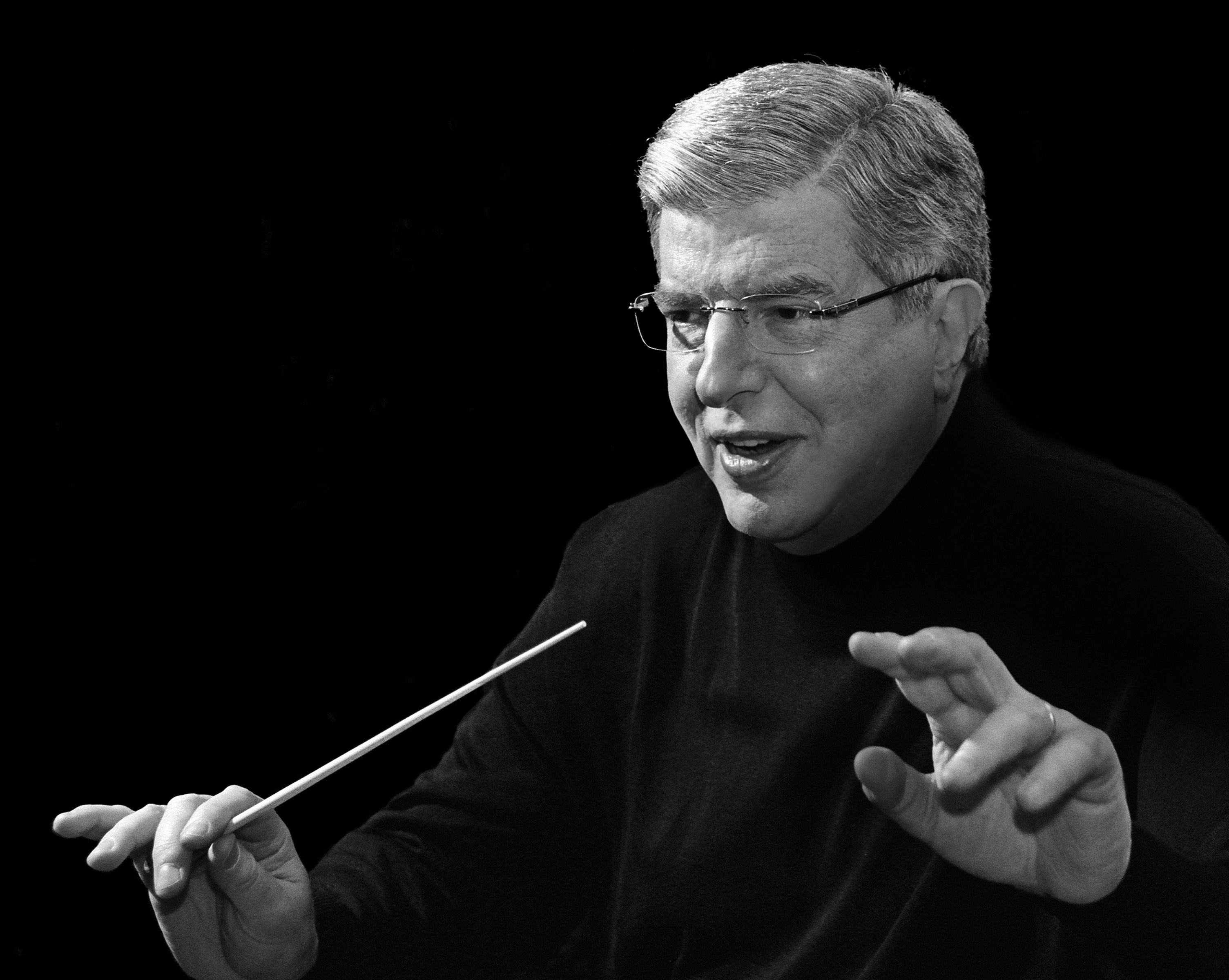
마빈 햄리시

마빈 프레더릭 햄리시(Marvin Frederick Hamlisch, 1944년 6월 2일 ~ 2012년 8월 6일)는 미국의 작곡가이다. 에미상, 그래미상, 아카데미상, 토니상, 골든 글로브상, 퓰리처상을 모두 수상한 인물이다.
2012년 투병 중 사망하였다.